# Organic-Lake-Virophage
Der „Organic-Lake-Virophage“ (wissenschaftlich „Organic Lake virophage“, OLV) ist ein doppelsträngiger DNA-Virophage, d. h. ein Virus, für dessen Replikation die Anwesenheit eines anderen Virus (Helfervirus) erforderlich ist, wobei die Replikationsfähigkeit dieses anderen Virus eingeschränkt wird. Er wurde metagenomisch in Proben aus dem Organic Lake in der Antarktis nachgewiesen.
Mit Stand 30. April 2024 ist das OLV nicht vom International Committee on Taxonomy of Viruses (ICTV) registriert. Das National Center for Biotechnology Information (NCBI) versteht das OLV als eine unbestätigte Virusspezies in der Familie Lavidaviridae (jetzt Klasse Maveriviricetes), zu der u. a. auch die vom ICTV bestätigten Gattungen Sputnikvirus (mit den Spezies Sputnikvirus mimiviri und  Sputnikvirus zamilonense) und Mavirus (Spezies Mavirus cafeteriae) gehören.

## Aufbau
Die Virionen (Viruspartikel) von OLV scheinen einen Durchmesser von ca. 100 nm zu haben und umhüllt zu sein.
Das Genom besteht aus doppelsträngiger DNA und hat eine Länge von 26.421 bp.
Es kodiert 38 Proteine. Dazu gehören das Hüllprotein (englisch major coat protein), eine DNA-Packaging-ATPase, eine mutmaßliche DNA-Polymerase/Primase und eine N6-Adenin-spezifische DNA-Methyltransferase.

## Vermehrung
OLV parasitiert vermutlich Organic-Lake-Phycodnaviren (OLPV), die früher zu den Phycodnaviridae gestellt wurden, tatsächlich aber den Mimiviridae näherstehen und daher inzwischen als deren Schwesterfamilie Mesomimiviridae innerhalb der gemeinsamen Ordnung Imitervirales angesehen werden. (Gruppe III: vorgeschlagene Schwesterfamilie „Mesomimiviridae“ um die „OLPG“-Gruppe).

## Systematik
Für die Systematik der Lavidaviridae mit OLV, Sputnikvirus (mit Sputnik- und Zamilon-Virophagen), „Yellowstone-Lake-Virophage 1“ bis „7“ (YSLV1 bis YSLV7) und „Dishui-Lake-Virophage 1“ (DSLV1) wurden verschiedene Vorschläge gemacht, etwa von Gong et al. (2016), Fig. 5,
oder von Krupovic et al. (2016), Fig. 4.